# سوكودور
سوكودور هي قرية تقع في إقليم أراد في رومانيا. تبعد عن أراد 48 كم.

## السكان
حسب إحصائيات 2002 بلغ عدد سكان القرية 2,285 نسمة.